# Bravo Two Zero
Bravo Two Zero fue el nombre en clave de una patrulla del SAS británico (compuesta por ocho hombres) desplazada en Irak durante la primera Guerra del Golfo en 1991. La patrulla estaba encargada de la vigilancia en la principal ruta de abastecimiento entre Bagdad e Irak Noroccidental, al igual que de la localización y destrucción de los lanzadores de misiles Scud. 

## Guerra del Golfo
Durante la guerra del golfo, el Reino Unido desplego múltiples unidades militares, incluyendo al 22° Special Air Service. Cuando Irak comenzó a utilizar los misiles Scud en contra de Israel y debido a la incapacidad de las fuerzas estadounidenses para localizarlos por aire, se decidió enviar unidades del 22° Regimiento a misiones de reconocimiento-destrucción por tierra. Movilizándose en columnas de blindados, los escuadrones A y D, avanzaron hacia el norte desde Arabia Saudita enfrentándose a fuerzas iraquíes.
Con A y D desplegados, el escuadrón B se mantenía en reserva. Posteriormente se desplegó en unidades de 8 hombres para posicionarse en Puestos de Observación en las principales rutas de suministro, esperando tener visual de los misiles Scud y los cables de fibra óptica que enviaban órdenes desde Bagdad.

## Miembros de la patrulla
Se indica si es el nombre real o un seudónimo.
- Sargento Andy McNab - Medalla Militar / Medalla de Conducta Distinguida - Líder de la patrulla

(seudónimo) Capturado por el enemigo y liberado posteriormente. Autor del libro Bravo Two Zero, actualmente el libro de temática militar más vendido.
- Sargento Vincent Phillips - Segundo al mando

(nombre real) Murió de hipotermia.
- Cabo Chris Ryan - Medalla Militar

(seudónimo) El único miembro que logró escapar sin ser capturado. Autor del libro The One That Got Away.
- Cabo segundo Ian "Dinger" Pring

(nombre real) Capturado por el enemigo y liberado posteriormente.
- Soldado Robert "Bob" Gaspare Consiglio, 24 años - Medalla Militar

(nombre real) Murió en combate a la orilla del río.
- Soldado Steven John "Legs" Lane, 27 años - Medalla Militar

(nombre real) Murió de hipotermia, al día siguiente de cruzar el río nadando.
- Soldado Malcolm "Mal" Graham MacGown

(nombre real) Capturado por el enemigo y liberado posteriormente.
- Soldado Mike "Kiwi" Coburn

(seudónimo) Capturado por el enemigo y liberado posteriormente. Miembro de fuerzas especiales de Nueva Zelanda, donde reside actualmente. Autor del libro Soldier Five, mantiene un litigio con el Ministerio de Defensa británico por la publicación del mismo.

## Equipo
Cada miembro de la patrulla vestía un traje de camuflaje desértico en dos tonos y una pañoleta color arena. Mientras que los demás integrantes llevaban botas de servicio del ejército, Ryan tenía un par de botas en Gore-Tex de la compañía Mammut Sports Groupen.
Cada uno llevaba un cinturón táctico, una bolsa de comida, dos trajes de protección NBQ, munición extra y 23 litros de agua. El cinturón táctico contenía las municiones, el agua, la comida y un paquete médico. Su mochila táctica contenía 25 kilogramos en provisiones, equipo para el puesto de observación, raciones para 7 días, baterías para la radio, material de demolición (explosivo plástico PE4, detonadores y algunas minas Claymore - Elsie) y equipo médico de emergencia. 
Igualmente, Lane llevaba una radio HF PRC 319, Coburn un GPS Magellan, MacGowan una mira de visión nocturna y el resto cuatro dispositivos TACBE de comunicación. El peso del equipo total rondaba entre 43 kg (McNab) y 54 kg (Ryan).

## Armamento
- Fusil de asalto M16 con lanzagranadas M203 – McNab, Phillips, Ryan, Lane
- Ametralladora FN Minimi – Pring, Consiglio, MacGowan, Coburn
- Lanzacohetes LAW – Todos
- Pistola Browning Hi-Power - Phillips

## La patrulla
La patrulla es quizá más conocida por la caminata que realizó Chris Ryan durante ocho días (cerca de 300 km), para escapar de los iraquíes que le perseguían, tratando de llegar a Siria, ya con la captura y tortura del líder de la patrulla. Ryan describiría después en su libro acerca de estos eventos, The One That Got Away, que perdió cerca de 16 kg de peso corporal durante su escape.
Se han escrito diversos libros sobre los sucesos, incluyendo la versión de Andy McNab, la de Chris Ryan y la de Mike Coburn. Sin embargo, la historia que describe cada uno de los tres miembros de la unidad no siempre concuerda, llegando a acusaciones de mentira. Por la conducta de McNab durante la misión, recibió la Medalla de Conducta Distinguida y Ryan la Medalla Militar.

### Inserción
Después de ser desplazados a una base aliada de operaciones en Arabia Saudita, la unidad de ocho hombres y de nombre en clave Bravo Two Zero fue insertada en territorio iraquí por un Boeing CH-47 Chinook durante la noche del 22 de enero de 1991. El sargento Andy McNab, describió en su libro que la patrulla se movió a través de 20 kilómetros del desierto iraquí antes de llegar a un valle. Sin embargo, algunos testimonios de una tribu de beduinos y la recreación de la misión sugieren que la distancia fue de apenas 2 kilómetros. Mike Coburn afirma que la patrulla no fue dejada en su posición planeada, debido a algunos errores de navegación cometidos por la Real Fuerza Aérea.
Poco después de haber sido dejados en suelo iraquí, la patrulla se dio cuenta de que tenían severos problemas con los sistemas de comunicación. Repetidos intentos por entablar comunicación vía radio y señal satelital fracasaron. Se dieron cuenta de que habían sido equipados con las frecuencias de radio incorrectas, éstas eran para la ciudad de Kuwait en lugar de Irak.
El ex sargento mayor de regimiento Peter Ratcliffe deja recaer la responsabilidad de las frecuencias incorrectas en el líder de la patrulla, McNab, debido a que siendo el jefe de la misión era su trabajo asegurarse de que las frecuencias eran las indicadas.

### Pérdida de cobertura
Después de permanecer escondidos en el valle durante el día, la patrulla fue avistada por un joven pastor, quien escapó y reportó su posición al ejército iraquí. Creyéndose comprometidos, la patrulla se decidió por la ruta de exfiltración, dejando tras de sí el exceso de equipaje. Cuando se preparaban para huir escucharon lo que parecía ser un tanque aproximándose a su posición. La patrulla tomó posiciones defensivas y prepararon sus lanzacohetes antitanque M72 LAW, esperando a que apareciera ante ellos el blindado. Una vez que estuvo a la vista se dieron cuenta de que en realidad era un buldócer, que dio vuelta atrás al ver a la patrulla. Poco después, al ya estar en franca exfiltración (de acuerdo al relato de McNab y de Ryan) tuvo lugar un enfrentamiento con algunos TBP iraquíes y otras fuerzas de apoyo. Sin embargo, la naturaleza y la dimensión del enfrentamiento es incierta.
Michael Asher entrevistó a la familia de beduinos que se dice descubrió a la patrulla, mientras escribía su libro The Real Bravo Two Zero. La familia declaró que el joven pastor de ovejas (no de cabras como se menciona en los relatos), estuvo cerca de la patrulla pero que nunca la vio, siendo únicamente avistada por el conductor del buldócer. De acuerdo a la familia, no estaban seguros de quiénes eran aquellos hombres y los siguieron a corta distancia, disparando finalmente algunos tiros de advertencia (cuando la patrulla del SAS respondió al fuego enemigo y se alejó).
Con la investigación de Asher sobre los eventos, del terreno y la posición del ejército iraquí, se apoya la versión de McNab sobre los sucesos pero se excluye el ataque por parte de soldados iraquíes y de TBP. En el libro Soldier Five, Mike Coburn apoya parcialmente la versión de McNab acerca de los eventos, específicamente en la presencia de un TBP con numerosos soldados y el haber sido atacados con una ametralladora pesada DShK calibre 12,7 mm. La versión de Ryan describe que de algún modo, se perdió de aquello, pero después estima haber disparado cerca de 70 tiros durante el enfrentamiento.

### Punto de extracción
El procedimiento estándar de operación (PEO) del ejército británico señala que, en caso de una emergencia o pérdida de comunicación, la patrulla debe regresar al punto original de infiltración, en donde un helicóptero aterrizaría brevemente cada 24 horas. Este plan era complicado debido a la inadecuada posición inicial de infiltración. Aun así la patrulla llegó al punto designado como de extracción en caso de emergencia, pero el helicóptero nunca apareció. El sargento mayor Ratcliffe reveló después que esto se debió a que el piloto enfermó antes de realizar las maniobras de seguridad.
Después, la patrulla intentó transmitir una llamada de emergencia a los jets de combate aliados que volaban en la proximidad, sin darse cuenta de que únicamente podía enviar mensajes pero no recibirlos. Los pilotos de los aviones estaban enterados de los problemas de la patrulla pero eran incapaces de ayudarles. Aun así, determinaron varias rutas de salida a partir de su última posición conocida y esperaron a que definieran su trayecto de exfiltración, para localizarlos y dificultar a las tropas iraquíes en sus intentos por capturarles. 

### Ruta de exfiltración
El procedimiento estándar de operación define que, antes de realizar la infiltración de cualquier unidad detrás de líneas enemigas, debe ser planeada una ruta de exfiltración para que todos los miembros sepan a dónde ir en caso de que se llegasen a separar. El plan de la patrulla indicaba una ruta sur hacia Arabia Saudita. En cambio, la patrulla ya aligerada inició el trayecto en condiciones de baja temperatura hacia el noroeste, con la frontera de Siria a 300 kilómetros. Mike Coburn sugiere en su relato que durante la fase de preplaneación de la misión, Siria estaba de acuerdo en que fuera implementado un plan de escape. Asimismo apunta que esto fue por consejo del Comandante del Escuadrón B en aquella época.
De acuerdo con Ratcliff, este cambio de planes anuló todos los esfuerzos de los aliados por ubicar y rescatar a la unidad. McNab ha sido criticado por negarse a los consejos de sus superiores de incluir vehículos en la misión (para ser dejados en un punto de emergencia) y que habrían facilitado su escape. Otras unidades del SAS han empleado exitosamente vehículos Land Rover en situaciones similares. Sin embargo, se insinúa que la patrulla en conjunto estaba de acuerdo en no contar con vehículos de respaldo, porque creían ser una pequeña unidad (los Rovers solo están disponibles a corta distancia de la base) y además estarían mal empleados en una misión que estaba planeada para llevarse a cabo desde un punto de observación.
La patrulla estaba mal equipada para las frías noches de invierno en aquel desierto, llevando consigo únicamente su cinturón táctico, pues habían dejado sus mochilas y la mayoría de su equipaje durante el combate en el valle.
El clima frío finalmente contribuiría a la muerte de dos miembros del equipo, Vincent Phillips y Stephen Lane. Un tercero, Robert Consiglio, murió durante un combate con fuerzas del ejército o de la policía iraquí. Otros miembros sobrevivientes (algunos de los cuales habían realizado entrenamiento para guerra ártica en Noruega) declararían posteriormente que aquellas condiciones en el desierto eran las más duras que habían experimentado en su vida. La muerte de Phillips, un veterano en el entrenamiento ártico, indicaba la severidad de las condiciones a las que se habían enfrentado.
Ryan dirigió el grupo de tres que se separó, incluyendo al más experimentado sargento Vincent Phillips, que había comenzado a sufrir de hipotermia. McNab dirigió el otro grupo de cinco.

### Captura
El equipo dirigido por McNab incautó un taxi en la carretera para acercarse más rápidamente a la frontera, aunque tuvieron que abandonarlo en un retén, siendo ahí que el conductor del vehículo alertó a la policía. Después se reveló que en lugar de dejar al conductor a un costado de la carretera, como McNab había relatado, éste los había llevado hasta el punto de control y alertado a la policía. 
En este grupo, uno murió por el clima, uno asesinado y los tres restantes fueron capturados. En el grupo de Ryan, Phillips murió de hipotermia y Stan (su otro compañero) fue capturado al pedir ayuda a un pastor. Solo Ryan llegó a Siria después de una notable caminata de ocho días y sufriendo de agotamiento, hambre y deshidratación.
Los miembros capturados fueron trasladados en diversas ocasiones, siendo sometidos a tortura e interrogatorios en cada lugar. Fueron retenidos en la prisión de Abu Ghraib antes de ser liberados.